# Clan Azai

Kamon del clan Asai

El clan Azai (浅井氏 Azai-shi?) fue una línea de daimyō durante el período Sengoku de la historia de Japón que tenía su base en la provincia de Ōmi (al día de hoy Prefectura de Shiga). El clan Azai junto con el clan Asakura se opusieron a Oda Nobunaga durante finales del siglo XVI. Fueron vencidos por las fuerzas de Oda durante la Batalla de Anegawa de 1570 y fueron eliminados definitivamente tres años después cuando su fortaleza, el Castillo Odani fue tomado.

## Miembros clave del clan Azai
- Azai Sukemasa - estableció el Castillo Odani en 1516.
- Azai Hisamasa - hijo de Sukemasa, fue derrotado por el clan Sasaki
- Azai Nagamasa - hijo de Hisamasa, tuvo conflictos con Oda Nobunaga y se le opuso, entablando una alianza con el clan Asakura y los sōhei del Monte Hiei. Fue derrotado por Nobunaga en 1570. Entre sus hijas se encontraban Yodo-Dono, segunda esposa de Toyotomi Hideyoshi y madre de Toyotomi Hideyori y Oeyo, esposa de Tokugawa Hidetada y madre del tercer shōgun Tokugawa, Tokugawa Iemitsu.